# 陳可忠
陳可忠（1898年10月25日—1992年2月17日），男，福建省福州府閩縣（今福州市倉山區城門鎮）臚雷村人，家族為臚峰陳氏。中国化学家，曾任国立中山大学、国立清华大学校长。

## 生平
陈可忠生於民國前十三年（1898年）十月廿五日。清華學校1920級畢業，獲公費資助送美國留學。
1924年獲耶魯大學學士學位，次年得芝加哥大學碩士學位。1926年獲芝加哥大學化學博士學位。
曾任國立編譯館館長、國立中山大學校長、國立台灣師範大學理學院院長。
1957年起任國立清華大學教務長；1962年5月，因國立清華大學校長梅貽琦病逝，代理校長至1965年真除。在國立清華大學期間恢復大學部，設核子工程、數學、物理和化學四個學系。民國五十八年（1969年）退休。
1992年二月十七日，安然瞑逝於美國賓州蘭得斯維鎮，享壽九十三歲。